# Layabaung
Layabaung is een bestuurslaag in het regentschap Simeulue van de provincie Atjeh, Indonesië. Layabaung telt 1105 inwoners (volkstelling 2010).